# Garcinia schefferi
Garcinia schefferi är en tvåhjärtbladig växtart som beskrevs av Jean Baptiste Louis Pierre. Garcinia schefferi ingår i släktet Garcinia och familjen Clusiaceae. Inga underarter finns listade i Catalogue of Life.